# François Béchant
François Béchant est un homme politique français né le 17 février 1756 à Chaumont (Haute-Marne) et décédé le 17 décembre 1809 à Paris.
Grand vicaire à Chartres, et bien qu'appartenant au clergé, il est député suppléant du tiers état aux États généraux de 1789 et appelé à siéger le 3 juillet 1790.

## Sources
- « François Béchant », dans Adolphe Robert et Gaston Cougny, Dictionnaire des parlementaires français, Edgar Bourloton, 1889-1891 [détail de l’édition]